# Сечаница
Сечаница је насељено место у градској општини Црвени Крст на подручју града Ниша у Нишавском округу. Смештено је у подгорини Малог Јастрепца, пред улазом у суповачки пролаз, на око 14 км северозападно од центра Ниша. Према попису из 2022. било је 651 становника (према попису из 1991. било је 1058 становника).

## Историја
Сечаница је старо, још у средњем веку формирано село. Турски попис 1444/46. године га је затекао као спахилук (тимар) кадије из Ниша са 16 домова, 1 удовицом и са дажбинама у износу 1.400 акчи. Уз горњи податак дата је напомена да је извршена „замена“ за села Доњи Кључ и Пијушерицу (Горњи и Доњи Кључ су данас локалитети у подручју ушћа Нишаве у Јужну Мораву). Сечаница се помиње и у попису 1498. године као село са 38 домова, 12 неожењених, 1 удовицом и са дажбином у износу 4.615 акчи. Већина села припадала је спахији Касиму, а мањи део спахији Јовану Пребегу. Уз горњи податак стоји напомена да „у селу станују и Власи и дају одсеком.“
Након престанка мутних времена каснијег турског периода, Сечаница је дочекала ослобођење као прилично развијено село са око 90 кућа, већином задржних домаћинстава. Постављена уз котлински руб Сечаница је развијала разноврсну пољопривреду: шумско-сточарску на Малом Јастрепцу и ратарску, воћарско-виноградарску и повртарску на котлинском дну и поред Јужне Мораве.
После Другог светског рата, нарочито од 1960. године, Сечаницу је захватила постепена оријентација на мешовиту привреду, као и делимично исељавање радно способног становништва (пре свега у Ниш). Године 1971. у њој је живело 81 пољопривредно, 161 мешовито и 25 непољопривредних домаћинстава.
Између назива Селичевица (планина) и Сечаница постоји етимолошка веза, утолико пре што је Сечаница у свим раним турским документима уписана као Селчаница. Оба назива упућују на порекло од селиште (место где су се налазила сточарска или друга станишта), или од основе сеч (сечиште, сечена гора) и наставка.

## Саобраћај
До Сечанице се може доћи приградским линијама 33 ПАС Ниш - Насеље 9.Мај - Мрамор - Крушце - Лалинске Појате - Сечаница и линијом 39 ПАС Ниш - Чамурлија - Горња Топоница - Мезграја - Суповац - Сечаница.

## Демографија
Крајем 19. века (1895) село је имало 103 домаћинства и 762 становника, а 1930. у њему је живело 148 домаћинстава и 900 становника.
У насељу Сечаница живи 680 пунолетна становника, а просечна старост становништва износи 47,7 година (47,5 код мушкараца и 47,9 код жена). У насељу има 220 домаћинстава, а просечан број чланова по домаћинству је 2,96.
Ово насеље је великим делом насељено Србима (према попису из 2002. године), а у последња три пописа, примећен је пораст у броју становника.
|  |

| Демографија | Демографија | Демографија |
| Година      | Становника  | Становника  |
| ----------- | ----------- | ----------- |
| 1948.       | 1.180       |             |
| 1953.       | 1.242       |             |
| 1961.       | 1.272       |             |
| 1971.       | 1.124       |             |
| 1981.       | 1.057       |             |
| 1991.       | 1.058       | 1.021       |
| 2002.       | 872         | 903         |
| 2011.       | 768         |             |
| 2022.       | 651         |             |

| Етнички састав према попису из 2002.‍ | Етнички састав према попису из 2002.‍ | Етнички састав према попису из 2002.‍ | Етнички састав према попису из 2002.‍ | Етнички састав према попису из 2002.‍ |
| ------------------------------------ | ------------------------------------ | ------------------------------------ | ------------------------------------ | ------------------------------------ |
|                                      |                                      |                                      |                                      |                                      |
| Срби                                 | Срби                                 |                                      | 869                                  | 99,65%                               |
| Хрвати                               | Хрвати                               |                                      | 1                                    | 0,11%                                |
| непознато                            | непознато                            |                                      | 0                                    | 0,0%                                 |

| Година пописа     | 1948. | 1953. | 1961. | 1971. | 1981. | 1991. | 2002. |
| ----------------- | ----- | ----- | ----- | ----- | ----- | ----- | ----- |
| Број домаћинстава | 223   | 237   | 262   | 267   | 279   | 270   | 259   |

| Број чланова      | 1  | 2  | 3  | 4  | 5  | 6  | 7 | 8 | 9 | 10 и више | Просек |
| ----------------- | -- | -- | -- | -- | -- | -- | - | - | - | --------- | ------ |
| Број домаћинстава | 37 | 64 | 42 | 43 | 39 | 27 | 5 | 1 | 1 | 0         | 3,37   |

| Пол    | Укупно | Неожењен/Неудата | Ожењен/Удата | Удовац/Удовица | Разведен/Разведена | Непознато |
| ------ | ------ | ---------------- | ------------ | -------------- | ------------------ | --------- |
| Мушки  | 392    | 97               | 254          | 36             | 5                  | 0         |
| Женски | 374    | 47               | 257          | 64             | 6                  | 0         |
| УКУПНО | 766    | 144              | 511          | 100            | 11                 | 0         |

| Пол    | Укупно                    | Пољопривреда, лов и шумарство | Рибарство                            | Вађење руде и камена | Прерађивачка индустрија       |
| ------ | ------------------------- | ----------------------------- | ------------------------------------ | -------------------- | ----------------------------- |
| Мушки  | 187                       | 32                            | 0                                    | 2                    | 55                            |
| Женски | 93                        | 37                            | 0                                    | 0                    | 29                            |
| УКУПНО | 280                       | 69                            | 0                                    | 2                    | 84                            |
| Пол    | Производња и снабдевање   | Грађевинарство                | Трговина                             | Хотели и ресторани   | Саобраћај, складиштење и везе |
| Мушки  | 5                         | 29                            | 9                                    | 1                    | 18                            |
| Женски | 0                         | 1                             | 7                                    | 1                    | 0                             |
| УКУПНО | 5                         | 30                            | 16                                   | 2                    | 18                            |
| Пол    | Финансијско посредовање   | Некретнине                    | Државна управа и одбрана             | Образовање           | Здравствени и социјални рад   |
| Мушки  | 0                         | 5                             | 17                                   | 1                    | 7                             |
| Женски | 1                         | 2                             | 2                                    | 3                    | 8                             |
| УКУПНО | 1                         | 7                             | 19                                   | 4                    | 15                            |
| Пол    | Остале услужне активности | Приватна домаћинства          | Екстериторијалне организације и тела | Непознато            | Непознато                     |
| Мушки  | 0                         | 0                             | 0                                    | 6                    | 6                             |
| Женски | 1                         | 0                             | 0                                    | 1                    | 1                             |
| УКУПНО | 1                         | 0                             | 0                                    | 7                    | 7                             |